# Вперёдсмотрящий

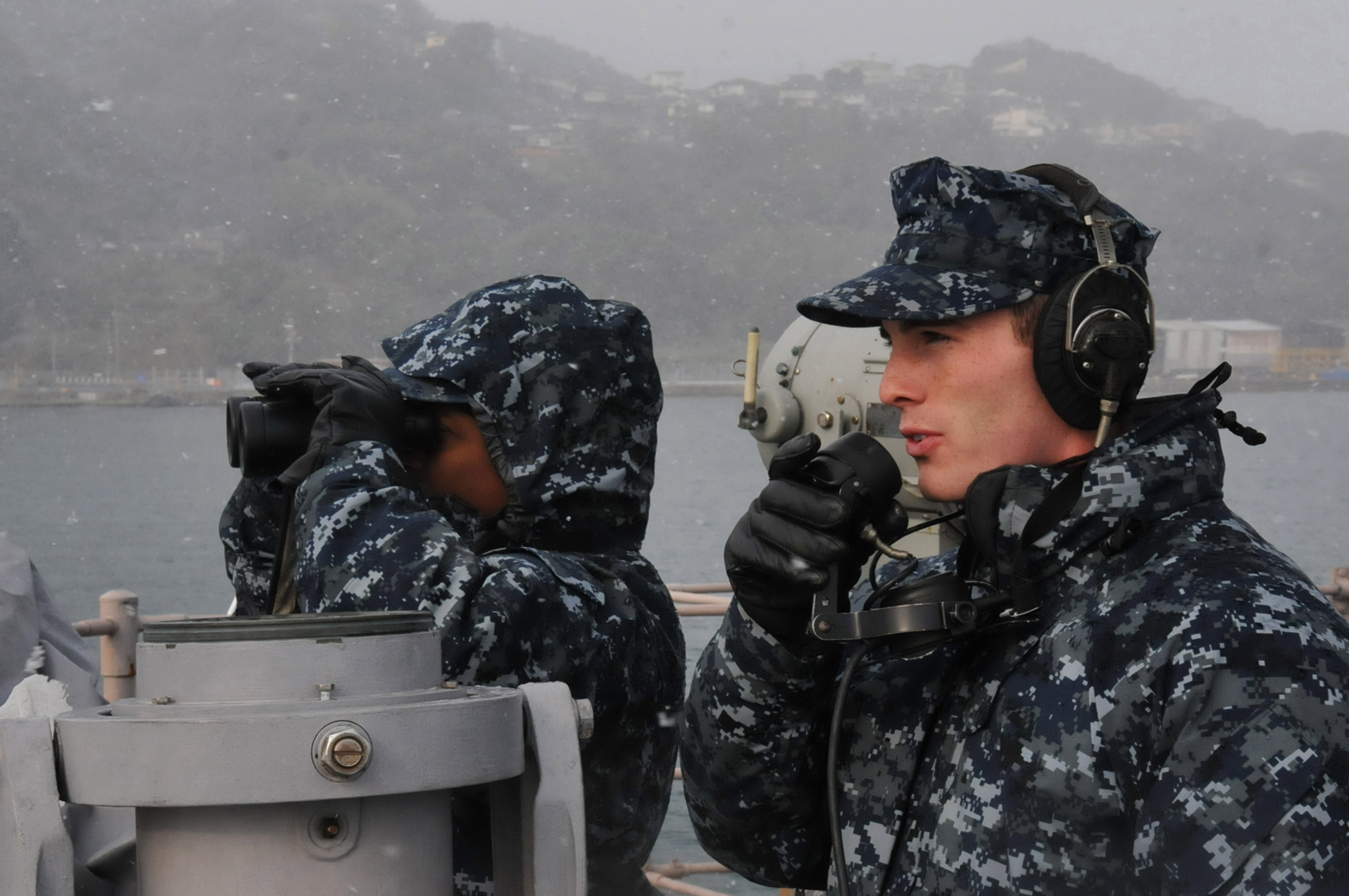
Вперёдсмотрящие на тральщике ВМС США USS Patriot (MCM-7) при его выходе в море с военно-морской базы Сасебо (Япония)

Вперёдсмотря́щий или вперёд смотря́щий — опытный член корабельной команды, который находится на носу судна и подаёт сигналы на ходовой мостик обо всём, что наблюдает впереди по курсу его следования. Для этого его снабжают мегафоном, биноклем, свистком.
Как правило, пост вперёдсмотрящего выставляют у гюйсштока на марсе или в «вороньем гнезде» при мореплавании в сложной обстановке, например, в узостях, тумане или в тех районах, где есть вероятность наткнуться на заграждения из морских мин. На крупных судах вперёдсмотрящий принимает участие в швартовочных операциях. Обычно перед рапортом о каком-либо наблюдаемом препятствии или объекте справа по ходу судна вперёсмотрящий делает один свисток, слева — два, прямо — три.